# 3G
O padrão 3G é a terceira geração de padrões e tecnologias de rede móvel, substituindo o 2G. É baseado no grupo de normas da União Internacional de Telecomunicações (UIT), no âmbito do Programa Internacional de Telecomunicações Móveis (IMT-2000).

## Visão geral
As tecnologias 3G permitem às operadoras da rede oferecerem a seus utilizadores uma ampla gama dos mais avançados serviços, já que possuem uma maior capacidade de rede por causa de uma melhoria na eficiência espectral. Entre os serviços, há a telefonia por voz e a transmissão de dados a longas distâncias, tudo num ambiente móvel. Normalmente, são fornecidos serviços com taxas de 5 a 10 megabits por segundo.
Ao contrário das redes definidas pelo padrão IEEE 802.11, as redes 3G permitem rede móvel de longo alcance e evoluíram para incorporar redes de acesso à Internet em alta velocidade e Vídeo-telefonia. As redes IEEE 802.11 (mais conhecidas como Wi-Fi ou WLAN) são de curto alcance e ampla largura de banda,  foram originalmente desenvolvidas para redes de dados, além de não possuírem muita preocupação quanto ao consumo de energia, aspecto fundamental para aparelhos que possuem pouca autonomia energética.
Até Dezembro de 2007, 190 redes 3G já operavam em 40 países e 154 redes HSDPA operavam em 71 países, segundo a Global Mobile Suppliers Association. Na Ásia, na Europa, no Canadá e nos Estados Unidos, as empresas de comunicações utilizam a tecnologia W-CDMA, com cerca de 100 terminais designados para operar as redes 3G.
Na Europa, os serviços 3G foram introduzidos a partir de Março de 2003, começando pelo Reino Unido e Itália. O Conselho da União Europeia sugeriu às operadoras 3G cobrirem 80% das populações nacionais europeias até ao final de 2005.
A implantação das redes 3G foi tardia em alguns países devido a enormes custos adicionais para o licenciamento do espectro. Em muitos países, as redes 3G não usam as mesmas frequências de rádio que as 2G, fazendo com que as operadoras tenham que construir redes completamente novas e licenciar as novas frequências; uma exceção são os Estados Unidos, em que as empresas operam com serviços 3G na mesma frequência que outros serviços. Os custos com licença em alguns países europeus foram particularmente altos devido a leilões do governo de um número limitado de licenças e a leilões com propostas confidenciais, além da excitação inicial sobre o potencial da rede 3G. Outros atrasos se devem a despesas com atualização dos equipamentos para novos sistemas.
Em junho de 2007, o utilizador 3G de número 20 milhões foi conectado. Se comparado aos 300 milhões de utilizadores de rede móvel no mundo, esse número corresponde apenas a 6,7%. Nos países onde a 3G foi lançada inicialmente (Japão e Coreia do Sul), mais da metade dos utilizadores utilizam 3G. Na Europa, o país líder é a Itália, com um terço dos seus assinantes tendo migrado para a 3G. Outros países líderes na migração para a 3G são o Reino Unido, a Áustria e Singapura, com 20% de migração. Uma estatística confusa está computando clientes de CDMA 2000 1x RTT como se fossem clientes 3G. Se for utilizada essa definição de carácter disputado, o total de assinantes 3G seria de 475 milhões em Junho de 2007, 15,8% dos assinantes de todo o mundo.

## Características
A característica mais importante da tecnologia móvel 3G é suportar um número maior de clientes de voz e dados, especialmente em áreas urbanas, além de maiores taxas de dados a um custo incremental menor que na 2G.
Ela utiliza o espectro de radiofrequência em bandas identificadas, fornecidas pela ITU-T para a Terceira Geração de serviços móveis IMT-2000, e depois licenciadas para as operadoras.
Permite a transmissão de 384 kbits/s para sistemas móveis e 1 megabits/s para sistemas estacionários. Espera-se que tenha uma maior capacidade de usuários e uma maior eficiência espectral, de forma que os consumidores possam dispor de roaming global entre diferentes redes 3G. [carece de fontes?]

## Padrões
O IMT-2000 da União Internacional de Telecomunicações (ITU) consiste em seis interfaces de rádio:
- IMT-DS Direct-Sequence
  - também conhecido como W-CDMA ou UTRA-FDD, usado nos UMTS
- IMT-MC Multi-Carrier
  - também conhecido como CDMA2000, o sucessor do 2G CDMA (IS-95)
- IMT-TD Time-Division
  - TD-CDMA (Time Division - Code Division Multiple Access)
  - TD-SCDMA (Time Division - Synchronous Code Division Multiple Access).
- IMT-SC Single Carrier
  - também conhecido como EDGE
- IMT-FT Frequency Time
  - também conhecido como DECT
- IMT-OFDMA TDD WMAN
  - mais conhecido como WiMAX

## Evolução para 3G
As redes de telecomunicações de telefonia de celular móvel são atualizadas de forma a utilizarem as tecnologias 3G desde 1999. O Japão foi o primeiro país a implementar o 3G nacionalmente e essa transição foi praticamente completada em 2006. Logo após o Japão, a Coreia do Sul também iniciou sua transição, que foi feita por volta de 2004.

### Operadoras e redes UMTS
A partir de 2005, a evolução das redes 3G ocorreu em alguns anos, devido à capacidade limitada das redes 2G existentes. As redes 2G foram construídas principalmente para voz e transmissão lenta de dados. Devido às rápidas mudanças nas expectativas dos usuários, elas não atendem hoje às necessidades de transmissão de dados sem fio.
"2,5G" (e mesmo 2.75G) são tecnologias como o serviço de dados i-mode, telefones com câmara, circuito de alta velocidade de dados comutados (HSCSD) e General Packet Radio Service (GPRS) foram criados para fornecer alguma funcionalidade de domínios, como redes 3G, mas sem a plena transição para a rede 3G. Eles foram construídos para introduzir as possibilidades de aplicação de tecnologia wireless para o consumidor final, e assim aumentar a procura de serviços 3G.

### Padronização da rede
A União Internacional das Telecomunicações (ITU-T) definiu a demanda para redes móveis 3G com o padrão IMT-2000. Uma organização chamada 3rd Generation Partnership Project (3GPP) continuou esse trabalho definindo um sistema móvel compatível com o padrão IMT-2000. Esse sistema é chamado de Sistema Universal de Telecomunicações Móveis (Universal Mobile Telecommunications System - UMTS).

### Evolução do 3G (pré-4G)
A padronização da evolução do 3G está a funcionar em ambas as 3GPP e 3GPP2. Os correspondentes das especificações do 3GPP e 3GPP2 são nomeados como LTE e UMB, respectivamente. 3G evolução utiliza parcialmente tecnologias 3G destinadas a melhorar o desempenho e tornar a migração mais fácil.
Há vários caminhos diferentes de 2G para 3G. Na Europa, o principal caminho começa a partir GSM quando GPRS é adicionado a um sistema. A partir deste ponto, é possível ir para o sistema UMTS. Na América do Norte o sistema evolução terá início Time divisão de acesso múltiplo (TDMA), a mudança reforçada Dados Tarifas para GSM Evolution (EDGE) e, em seguida, a UMTS.
No Japão, dois padrões 3G são utilizados: FOMA (utiliza o WCDMA o que torna o UMTS compatível) utilizados pelo Softbank e NTT DoCoMo, e CDMA2000, utilizado por KDDI. Transição para a 3G foi concluída no Japão em 2006.

### Internet 3.5G - HSPDA
Lançada pelo ano de 2006, a internet 3.5G, também conhecida como HSPDA (High-Speed Downlink Packet Access), foi uma melhoria da conexão 3G, que teoricamente permitia velocidade de dados de até 42.3 Mbps, mas na prática rondava por algo em cerca de 14 Mbps. No geral, HSDPA são os padrões utilizados e oferecem taxas de dados de 5-30 Mbps.

### Vantagens de uma arquitetura de rede em camadas
Ao contrário do GSM, UMTS é baseada em um serviço dividido em seções. No topo está a seção de serviços, que oferece organização rápida de serviços e localização centralizada. No meio está a seção de controle, que ajuda a atualizar os procedimentos e que capacita a rede a se alocar dinamicamente. Na base está a camada de conectividade onde qualquer tecnologia de transmissão pode ser utilizada e onde o canal de áudio trafega por ATM/AAL2 ou IP/RTP.

### Tecnologias móveis
Ao converter uma rede GSM para uma rede UMTS, a primeira nova tecnologia é General Packet Radio Service (GPRS). É o gatilho para os serviços 3G. A ligação à rede é sempre relativa, de modo que o assinante está on-line o tempo todo. Desde o ponto de vista do operador, é importante saber que os investimentos em GPRS são reutilizados quando se vai para o UMTS. Também é importante capitalizar a experiência adquirida no negócio utilizando GPRS.
De GPRS, os operadores poderão mudar diretamente para a rede UMTS, ou investir em um sistema EDGE. Uma vantagem a mais do EDGE UMTS é que ele não necessita de novas licenças. As frequências também são reutilizadas, não são necessárias novas antenas.

### Migrando de GPRS para UMTS
Residência registo (HLR)
Visitante localização registo (VLR)
Equipamento identidade registo (EIR)
De rede GPRS, os seguintes elementos da rede podem ser reutilizados:
Mobile centro comutação (MSC) (vendedor dependentes)
Autenticação centro (AUC)
Publicação GPRS Support Node (SGSN) (vendedor dependentes)
Gateway GPRS apoio nó (GGSN)
De Global Service for Mobile (GSM) rede de rádio comunicação, os seguintes elementos não podem ser reutilizados
Estação base controlador (BSC)
Base transceiver station (BTS)
Eles podem permanecer na rede e ser utilizado em rede dupla operação onde redes 2G e 3G co-existir enquanto rede de migração e os novos terminais 3G tornam-se disponíveis para uso na rede.
A rede UMTS introduz novos elementos da rede que funcionará como especificado pelo 3GPP:
Node B (estação base)
Radio Network Controller (RNC)
Media Gateway (MGW)
A funcionalidade do MSC e SGSN muda quando vai UMTS. Num sistema GSM da MSC trata todos os circuitos comutados operações como a conexão e A-B-assinante através da rede. SGSN trata todos os pacotes comutados operações e transfere todos os dados na rede. Em UMTS o Media Gateway (MGW) cuidar de todas as transferências de dados em ambos os circuitos e pacotes redes comutadas. MSC e SGSN controle MGW operações. Os gânglios são renomeados para MSC-servidor e servidor-GSN.

### Terminais UMTS
A complexidade técnica de um telefone 3G depende da sua necessidade de itinerância no legado das redes 2G. Nos primeiros países, o Japão e a Coreia do Sul, não havia necessidade de incluir capacidades de roaming mais velhos, tais como redes GSM, de forma que telemóveis 3G foram pequenos e leves. Na Europa e na América, os fabricantes e operadores de rede quis telemóveis 3G multi-modo, que operam em redes 2G e 3G (por exemplo, WCDMA e GSM), que acrescentou à complexidade, tamanho, peso e custo do handset. Como resultado, no início os telefones europeus WCDMA foram significativamente maiores e mais pesados que telefones WCDMA comparáveis no mercado japonês.
A japonesa Vodafone KK's experimentou um grande número de problemas com estas diferenças quando sua mãe baseada no Reino Unido, Vodafone, insistiu na utilização de telemóveis normais pela subsidiária japonesa. Clientes japoneses que estavam habituados aos pequenos aparelhos foram subitamente obrigado a mudar para handsets europeus, que foram considerados muito mais pesados e feios pelos consumidores japoneses. Durante esta conversão, Vodafone KK 6 clientes perdidos para cada 4 que migrou para a 3G. Pouco tempo depois, Vodafone vendeu a filial (agora conhecida como Softbank).
A tendência geral para telas pequenas nos telefones parece ter pausado, talvez mesmo virado, com a capacidade de grandes ecrãs nos telefones para fornecer mais vídeo, jogos e internet sobre o uso de redes 3G.

### Críticas
Embora 3G tenha sido introduzida com êxito para usuários da Europa, Austrália, Ásia, América do Sul, América do Norte e da África, algumas questões são debatidas pelos fornecedores e os utilizadores 3G:
- Taxas caras de entrada para o serviço de licenças 3G.
- Numerosas diferenças em termos de licença.
- Grande quantidade de dívida atualmente sustentada por

muitas empresas telecomunicações, o que a torna um desafio para construir a infraestrutura necessária para 3G.
- Falta de apoio dos Estados-membros para conturbado financeiramente operadores.
- Expensas dos telemóveis 3G.
- Falta de condições financeiras mínimas dos usuários de aparelhos móveis 2G para os novos serviços 3G sem fios.
- A falta de cobertura, porque é ainda um novo serviço.
- Alta dos preços dos serviços móveis 3G em alguns países, incluindo o acesso à Internet (ver taxa fixa).
- Atual falta de usuário necessidade de serviços 3G de voz e dados em uma mão-na posse dispositivo.

## Processos de expansão 3G nos países

### 3G no Brasil
A primeira operadora a oferecer 3G no Brasil foi a Vivo em 2004 com a tecnologia Evolution-Data Optimized ou CDMA 1X-EVDO que atinge velocidades de até 2 Mbps. No entanto, a cobertura ficou limitada a poucas cidades, nas quais muitas possuíam cobertura parcial (algumas regiões de cada município).
No final de 2007, as operadoras Claro e Telemig Celular lançaram suas redes 3G UMTS/HSDPA na frequência de 850 MHz, antecipando-se ao leilão realizado em dezembro de 2007. Em dezembro de 2007 foi realizado o leilão das faixas de frequências no Brasil. Dessa forma as três principais operadoras do país Vivo, Claro e TIM conseguiram obter cobertura nacional. A Oi obteve licenças nas regiões I e III, com a compra da Brasil Telecom, que atuava somente na região II, vai ter cobertura nacional. A Telemig Celular e a Brasil Telecom obtiveram a cobertura em suas respectivas regiões. Nesse mesmo leilão, a operadora CTBC também adquiriu a tecnologia para a sua área de concessão: Triângulo Mineiro e parte dos estados: Goiás, Mato Grosso do Sul e São Paulo. A Sercomtel Celular utilizará a tecnologia 3G na frequência de 850 MHz, nas cidades de Londrina e Tamarana.
Conforme reafirmou na primeira semana de março de 2008, o presidente da Anatel, Ronaldo Sardenberg, disse que o leilão da subfaixa H da Terceira Geração deverá ocorrer até o final deste semestre, subfaixa esta reservada para um quinto player(outra operadora). Como naquele leilão, a Nextel surpreendeu a todos disputando com altos lances uma das bandas, a Anatel deve considerar a possibilidade desse quinto player já estar estabelecido e pronto para ingressar no mercado 3G.